# NGC 2166
NGC 2166 је расејано звездано јато у сазвежђу Златна риба које се налази на NGC листи објеката дубоког неба.
Деклинација објекта је - 67° 56' 29" а ректасцензија 5h 59m 33,8s. Привидна величина (магнитуда) објекта NGC 2166 износи 12,9 а фотографска магнитуда 13,1. NGC 2166 је још познат и под ознакама ESO 57-SC64.